# Acacia koa
Acacia koa es una especie de árbol perteneciente a la familia de las fabáceas. Es un endemismo de las islas Hawái, donde es el segundo árbol más común.

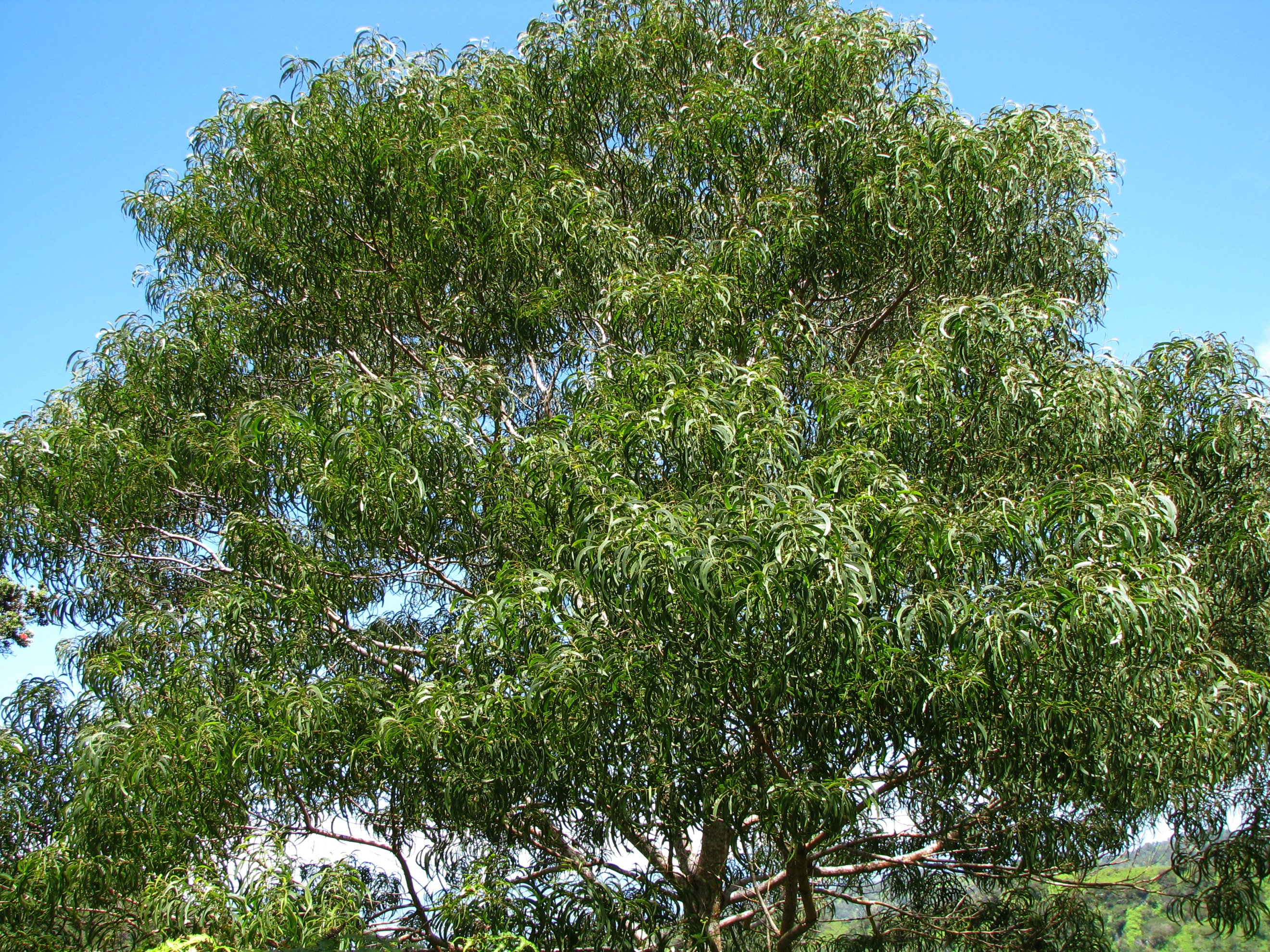
Vista del árbol

## Descripción
Es un gran árbol, que por lo general alcanza una altura de 15-25 m con una circunferencia de 6 m de longitud, y una extensión de 38 m . Es uno de los árboles de más rápido crecimiento de Hawái, capaz de alcanzar 9 m  en cinco años en un buen sitio. Las hojas son compuestas con 12-24 pares de foliolos. Las flores son de color amarillo pálido en racimos esféricos.

## Taxonomía
Acacia koa fue descrita por Asa Gray y publicado en United States Exploring Expedition 1: 480–481, en el año 1854.
Etimología
Ver: Acacia: Etimología
koa: epíteto tomado de la lengua hawaiana, koa que significa "valiente, audaz, valiente, o un guerrero".
Sinonimia
- Acacia heterophylla var. latifolia Benth.
- Acacia kauaiensis Hillebr.
- Acacia koa var. latifolia (Benth.) H. St. John
- Acacia koa var. waianaeensis H. St. John
- Racosperma kauaiense (Hillebr.) Pedley
- Racosperma koa (A. Gray) Pedley[6][1]